# Ride a White Horse
«Ride a White Horse» es una canción del dúo inglés de música electrónica Goldfrapp. La canción fue escrita por Alison Goldfrapp, Will Gregory y Nick Batt para el tercer álbum de Goldfrapp, Supernature (2005). La canción se inspiró en el club nocturno de la era disco Studio 54.
La canción fue lanzada como tercer sencillo del álbum en febrero de 2006 con críticas positivas de los críticos musicales. Fue un éxito comercial, alcanzando el top cuarenta en la mayoría de las listas en las que entró. La canción ha sido remezclada varias veces y apareció en un episodio del programa de televisión estadounidense The L Word, en el que Goldfrapp la interpretó en un bar.

## Antecedentes y escritura
"Ride a White Horse" es una canción de electronic-dance inspirada en la era disco. Alison Goldfrapp había crecido escuchando T.Rex y música disco polaca, y muchos asumieron que basó la letra de la canción en la infame entrada de Bianca Jagger al Studio 54 sobre un caballo blanco. La canción fue compuesta como un esfuerzo de colaboración entre Goldfrapp y Will Gregory a finales de 2004 en una cabaña alquilada en el campo de Bath, Inglaterra. La canción fue escrita y grabada mientras Goldfrapp y Gregory estaban "tocando en el estudio de grabación, intercambiando ideas de canciones entre sí".
"Ride a White Horse" está escrito en la forma común de verso-estribillo y presenta instrumentación de sintetizadores y un bajo. El maxi CD single estadounidense incluía una versión de "Boys Will Be Boys" como cara B. La canción fue interpretada originalmente por el grupo de rock británico The Ordinary Boys.

## Video musical
El vídeo musical de "Ride a White Horse" fue dirigido por Diane Martel y filmado en Londres, Inglaterra, en diciembre de 2005. El video muestra a Alison Goldfrapp vestida con un mameluco blanco, posando dentro (o superpuesta sobre) múltiples escenarios extraños y casi inquietantes. El video comienza con Goldfrapp, de espaldas a la cámara, sacando papel higiénico de uno de sus tacones de aguja, cantando frente a un micrófono hecho con un rollo de cartón y papel de aluminio. Mientras canta, se superpone a montones de comida podrida, desperdiciada, basura y otros desechos. Luego se la muestra mordiendo una porción de “pizza” cubierta de “colillas de cigarrillo” y “tapas de botella”. Las siguientes escenas muestran a Goldfrapp tirando de un gran perro de plástico, que se asemeja a una estatua de animal del estilo del Antiguo Egipto. En el siguiente escenario, ajeno a su presencia, hay un hombre completamente envuelto en papel higiénico (o posiblemente representando una momia egipcia) y comiendo de un bote de basura. Las escenas finales muestran a Goldfrapp cantando entre sus bailarines de fondo visiblemente sucios, todos con pelucas que parecen cabello desordenado y descuidado y barro manchado sobre sus cuerpos, vistiendo nada más que lo que parecen ser taparrabos. Los bailarines, que se parecen a hombres de las cavernas o incluso a neandertales, aparecen mientras salen de un contenedor de basura en ropa interior. El vídeo concluye con Goldfrapp metiendo la pierna del hombre vendado a la fuerza en un inodoro.
En 2006, el vídeo fue nominado en el Festival Internacional des Arts du Clip en la categoría "Fuera de competición" por su audacia y su poco convencional sentido del humor. La versión completa de "Ride a White Horse" que aparece en el vídeo musical se ha lanzado comercialmente a través de CD sencillos y descargas digitales, y algunas incluyen remezclas de Serge Santiágo y Ewan Pearson. También se filmó un video musical alternativo en vivo en la Brixton Academy en Londres, Inglaterra, el 6 de octubre de 2005. El video fue dirigido por Matthew Amos y lanzado en el sencillo en DVD de la canción.

## Recepción crítica
"Ride a White Horse" recibió críticas positivas de los críticos musicales. Michael Hubbard de MusicOMH.com calificó la canción como "una de las pistas más glamorosas y eróticas" de Supernature, y Stylus Magazine lo describió como "memorable" debido a su "combinación de un ritmo decentemente bailable y algunas voces muy arqueadas". En una reseña de PopMatters, Adrien Begrand escribió que "Ride a White Horse" estaba "destinado al estatus de éxito de club", comparando el "canturreo frío y ronco" de Alison Goldfrapp con Kate Bush.

## Comercialización y lanzamiento
En marzo de 2007, "Ride a White Horse" apareció en un episodio del programa de televisión estadounidense The L Word. El episodio titulado "Literary License to Kill" (en español: "Licencia literaria para matar") presentó al grupo interpretando la canción en el café-bar The Planet mientras los personajes celebraban un cumpleaños. También apareció una edición de radio de la canción en la banda sonora del programa lanzada en enero de 2007.
"Ride a White Horse" se lanzó en varios formatos en todo el mundo. Si bien la mayoría de los territorios recibieron un CD sencillo y una descarga digital, el sencillo se lanzó como dos CD sencillos el 13 de febrero de 2006 en el Reino Unido. También se publicó un sencillo en DVD que incluía imágenes detrás de escena de Goldfrapp en la gira y un vídeo musical en vivo de "Ride a White Horse". El 27 de febrero de 2006, se publicaron dos sencillos de vinilo de 12 pulgadas. En Australia, se publicó un CD sencillo el 6 de marzo de 2006.

## Desempeño comercial
"Ride a White Horse" entró en la lista de singles del Reino Unido el 25 de febrero de 2006 en el puesto 15, permaneciendo en la lista durante tres semanas. La canción resultó popular en la radio del Reino Unido, ubicándose en el puesto 23 en la lista de reproducción al aire. En Irlanda, la canción alcanzó el puesto 36 en la lista de sencillos antes de salir la semana siguiente.
En Estados Unidos, "Ride a White Horse" fue lanzado como último sencillo del álbum. La canción no tuvo un desempeño tan bueno como sus predecesores en el Billboard Dance Chart, alcanzando solo el puesto 29. La canción, sin embargo, alcanzó el puesto número tres en la lista Hot Dance Singles Sales.

## Listados de pistas
| - CD single 1 1. "Ride a White Horse" (single version) – 3:46 2. "Slide In" (DFA remix (edit)) – 5:24 - CD single 2 1. "Ride a White Horse" (Serge Santiágo re-edit) – 8:09 2. "Ride a White Horse" (FK-EK vocal version) – 7:48 3. "Ride a White Horse" (FK Disco Whores dub) – 7:40 4. "Ride a White Horse" (Ewan Pearson Disco Odyssey Parts 1 + 2) – 15:13 - 12-inch single 1 1. "Ride a White Horse" (Serge Santiágo re-edit) – 8:05 2. "Ride a White Horse" (FK-EK vocal version) – 7:45 - Filmed at Brixton Academy, 6 de octubre de 2005 - 12-inch single 2 1. "Ride a White Horse" (Ewan Pearson Disco Odyssey Parts 1 + 2) – 15:12 2. "Ride a White Horse" (FK Disco Whores dub) – 7:37 - European CD maxi single 1. "Ride a White Horse" (single version) – 3:46 2. "Ride a White Horse" (Serge Santiágo re-edit) – 8:09 3. "Ride a White Horse" (FK-EK vocal version) – 7:48 4. "Slide In" (DFA remix) – 12:59 5. "Number 1" (Múm remix) – 2:33 6. "Ride a White Horse" (live in London, video) - 7:12 7. "Supernature Tour Access All Areas" (video) – 4:25 | - US CD maxi single 1. "Ride a White Horse" (single version) – 3:46 2. "Boys Will Be Boys" - 2:48 3. "Ride a White Horse" (FK-EK vocal version) – 7:48 4. "Ride a White Horse" (FK Disco Whores dub) – 7:40 5. "Ride a White Horse" (Ewan Pearson Disco Odyssey Parts 1 + 2) – 15:13 6. "Ride a White Horse" (Serge Santiágo re-edit) – 8:09 7. "Ride a White Horse" (video) - 3:21 8. "Ride a White Horse" (live in London, video) - 7:12 - Digital single (2019) 1. "Ride a White Horse" (single version) – 3:44 2. "Slide In" (DFA remix) (edit) – 5:21 3. "Ride a White Horse" (Serge Santiágo re-edit) – 8:07 4. "Ride a White Horse" (FK-EK vocal version) – 7:48 5. "Ride a White Horse" (FK Disco Whores dub) – 7:41 6. "Ride a White Horse" (Ewan Pearson Disco Odyssey Pt. 1) – 6:53 7. "Ride a White Horse" (Ewan Pearson Disco Odyssey Pts. 1 + 2) – 15:13 8. "Number 1" (Múm remix) – 2:33 - DVD single 1. "Ride a White Horse" (live in London)* – 7:12 2. "Supernature Tour Access All Areas" – 4:25 3. "Number 1" (Múm remix) (audio) – 2:37 |

## Personal
Las siguientes personas contribuyeron a Ride a White Horse:
- Alison Goldfrapp – voz principal, coros, sintetizador
- Nick Batt – sintetizador, programación
- Will Gregory – sintetizador
- Daniel Miller – sintetizador
- Charlie Jones – bajo
- Ewan Pearson – programación
- Mark "Spike" Stent – mezcla
- Ted Jensen – masterización

## Posicionamiento en listas
| Lista (2006-2007)                      | Máxima posición |
| -------------------------------------- | --------------- |
| Escocia (Scottish Singles Sales Chart) | 9               |
| España (Top 100 Canciones)             | 7               |
| Estados Unidos (Hot Dance Club Songs)  | 29              |
| Estados Unidos (Dance Singles Sales)   | 5               |
| Irlanda (IRMA)                         | 36              |
| Reino Unido (UK Singles Chart)         | 15              |

## Historial de lanzamientos
| Región      | Fecha                 | Formato(s)            | Sello(s) | Ref.   |
| ----------- | --------------------- | --------------------- | -------- | ------ |
| Reino Unido | 13 de febrero de 2006 | CD                    | Mute     | [ 31 ] |
| Reino Unido | 27 de febrero de 2006 | Vinilo de 12 pulgadas | Mute     | [ 31 ] |
| Australia   | 6 de marzo de 2006    | CD                    | Mute     | [ 32 ] |